# اسلج (میسیسیپی)
اسلج (به انگلیسی: Sledge) شهرکی در ایالت میسیسیپی کشور ایالات متحده آمریکا است که جمعیت آن در سرشماری سال ۲۰۱۰ میلادی، ۵۴۵
نفر بوده‌است.